# Faloin
Faloin, psáno též phalloin, je hepatotoxický cyklický heptapeptid, patřící do skupiny falotoxinů, derivát faloidinu. V čistém stavu je to bílá amorfní látka nebo bezbarvé krystalky rozpustné ve vodě, methanolu a ethanolu. Připravuje se lyofylizací methanolového extraktu z plodnic hub. Je popsán i způsob syntetické přípravy.

## Výskyt v přírodě
Je obsažen v některých jedovatých druzích hub rodu muchomůrka (Amanita), zejména:
- Amanita phalloides (Fries) Link - muchomůrka zelená
- Amanita virosa (Fries) Bertillon - muchomůrka jízlivá.

## Použití
Jako součást extraktu z muchomůrky zelené je používán v homeopatických lécích.

## Toxický účinek
Mechanismus jeho účinku je podobný jako u faloidinu. Experimentálně stanovená LD50 při podání intraperitoneálně u myši činí 1,0 až 1,5 mg/kg hmotnosti těla.
Jako protijed se doporučuje silymarin, obsažený v ostropestřeci mariánském (Silybum marianum). Silymarin se sám váže na receptory v jaterních buňkách, které jsou jinak atakovány faloinem a příbuznými jedy.

## Původ jména
Název je odvozen od jména příbuzné látky faloidinu a zprostředkovaně od druhového přívlastku latinského názvu muchomůrky zelené (phalloides).